# Ingrid Martz
Íngrid Martz, nome completo Ingrid Martz de la Vega (Città del Messico, 17 settembre 1979), è un'attrice e modella messicana.

## Biografia
Dopo aver studiato recitazione ha preso parte a diverse telenovele quali La que no podía amar, María Isabel (1997), Preciosa (1998) e Amarte es mi Pecado (2004).
Nel 2004 recita al fianco di Bárbara Mori nella telenovela Rubí. Nel 2017 ha fatto parte della serie TV Love Divina interpretando l'antagonista principale: Brisa.

## Filmografia parziale

### Cinema
- Inesperado Amor (1999)
- Asi del precipicio (2006)

### Televisione
- María Isabel (1997)
- Preciosa (1998)
- Mujeres engañadas (1999)
- Cuento de Navidad (1999)
- Carita de Angel (2000)
- El derecho de nacer (2001)
- El juego de la vida (2001)
- Mujer, Casos de la Vida Real (2001)
- Amor real (2003)
- Amarte es mi Pecado (2004)
- Rubí (2004)
- Pablo y Andrea (2005)
- Vecinos (2005)
- RBD: La familia (2006)
- Tormenta en el paraíso (2007)
- Tiempo Final 3 (2009)
- Zacatillo, un lugar en tu corazón (2010)
- La que no podía amar (2011)
- Corazón indomable (2013)
- Love Divina (2017)